# Bunza

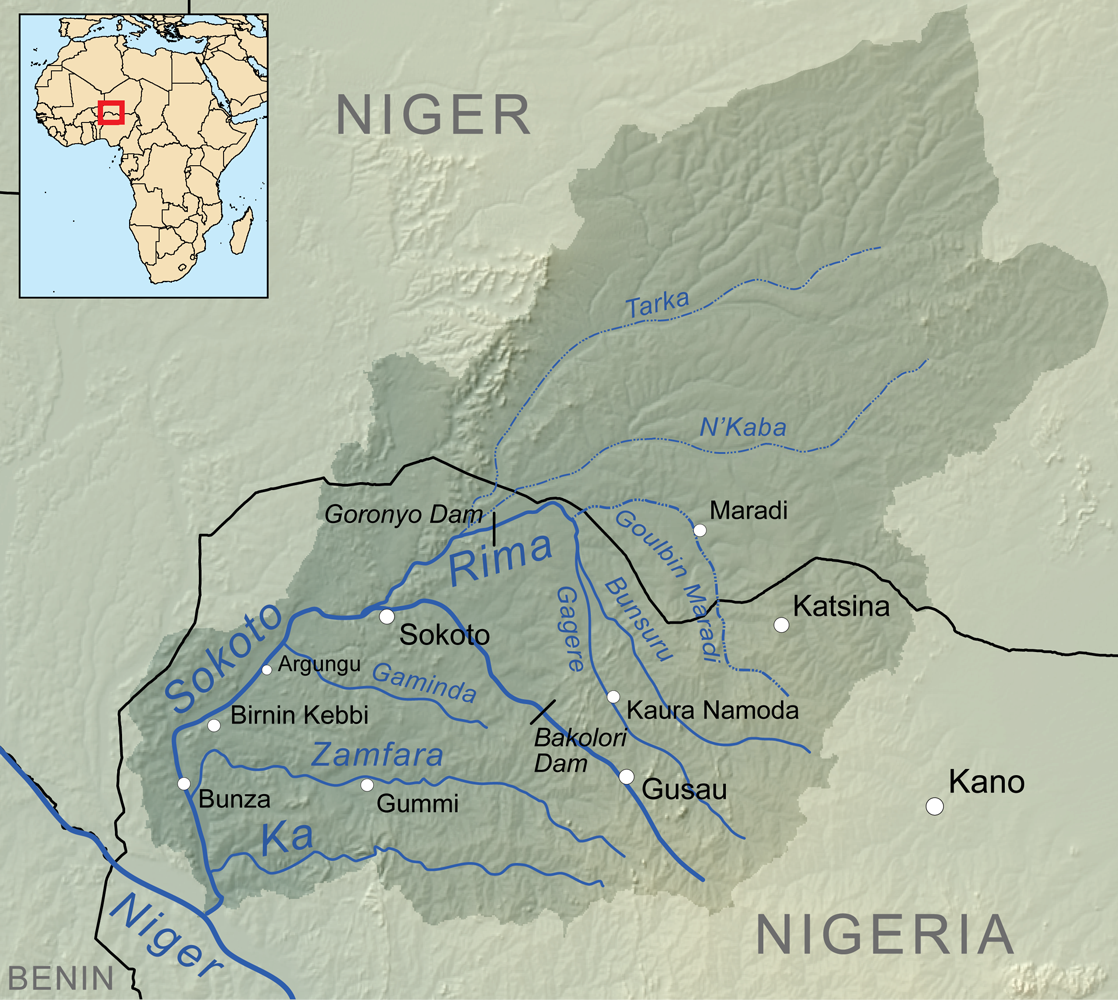
Cuenca del río Sokoto

Bunza es un área de gobierno local en el Estado de Kebbi, Nigeria. Su capital está en la ciudad de Bunza.
Tiene un área de 876 km² y una población de 121.461, según el censo de 2006.
El código postal del área es 862.